# Дигитализација српске културе
У Србији и свету постоји више пројеката дигитализације српске културе.

## Србија

### Пројекат Растко
Пројекат Растко је најстарији пројекат дигитализације српске културе, основан 1997. До сада је објавио велики број дела, углавном потпуно дигитализованих као текст. Осим књига, дигитализује и краће текстове, фотографије, стрипове и друга дела. Пројекат Растко подељен је на 19 регионалних пројеката од којих је сваки посвећен посебној култури и српским културним везама са њом. Поред ових пројеката има и библиотеке посвећене појединачним ауторима, а пружа и подршку мањим пројектима, као што је Енциклопедија Банатера.
Као део Пројекта Растко раде и Дистрибуирани коректори Европа и Пројекат Гутенберг Европа.
Пројекат Растко се налази на адреси www.rastko.rs.

### Национални центар за дигитализацију
Национални центар за дигитализацију основан је 2002.  године. До  сада је организовао или учествовао на великом броју конференција о  дигитализацији.
Национални центар за дигитализацију налази се на адреси 
- www.ncd.matf.bg.ac.rs.

### Дигитална библиотека Народне библиотеке Србије
Дигитална библиотека Народне библиотеке Србије садржи велики број дигиталних издања, но махом дигитализованих само као слике, без текстуалне дигитализације. Највећи број издања је незаштићен ауторским правима али има и издања објављених уз дозволу аутора. Садржи следеће колекције:
- Ћирилски рукописи
- Епска народна поезија
- Стара штампана књига
- Стара и ретка књига
- Књиге
- Новине и часописи
- Картографска грађа
- Гравире и ликовни материјали
- Фотодокумента
- Плакати и документациони материјал
- Музикалије и фонодокументи
- Каталози и библиографије
- Разно

Дигитална библиотека Народне библиотеке Србије је на адреси .

### Дигитална библиотека Градске библиотеке Владислав Петковић Дис
Дигитална библиотека Градске библиотеке Владислав Петковић Дис у Чачку основана је 2007. Садржи материјале везане за Владислава Петковића Диса, Чачак и околна места, али и оне општег значаја. Сва дела су дигитализована само као слике, без текстуалне дигитализације. Дигитална библиотека има следеће колекције:
- Књиге
- Новине
- Часописи
- Плакати
- Фото грађа
- Мултимедија
- Разно

Ова дигитална библиотека налази се на адреси www.cacak-dis.rs/dig_bibl.

### Дигитална Народна и универзитетска библиотека Републике Српске
Дигитална библиотека Народне и универзитетске библиотеке Републике Српске има следеће колекције:
- Новине и часописи
- Књиге
- Стара и ријетка књига
- Картографска грађа

Налази се на адреси www.digitalna.nubrs.rs.ba.

### Антологија српске књижевности
Антологија српске књижевности, објављена 2009. године, је дигитална  збирка потпуно дигитализованих 100 књига које су међу најзначајнијим  делима српске књижевности, укључујући и књиге које нису заштићене  ауторским правима и књиге објављене са дозволом аутора. Књиге је изабрао 
Учитељски факултет Универзитета у Београду, а дигитализовао 
Мајкрософтов Центар за развој софтвера у Београду. Књиге су  објављене у .docx формату.
Антологија српске књижевности налази се на адреси www.ask.rs.

### Дигитална библиотека Универзитетске библиотеке „Светозар Марковић“
Дигитална библиотека Универзитетске библиотеке „Светозар Марковић“ је колекција скенираних књига и рукописа у формату слика и у потпуности претраживог корпуса дигитализованих историјских новинских текстова.
- Колекције скенираних књига обухватају изборе из посебних библиотека Мирослава Премруа, Ота Кармина и Јоце Вујића, целокупну посебну библиотеку др Хајнриха Кристенсена, избор дигитализованих књига из трезора библиотеке, збирку старе и ретке књиге, колекцију старих и ретких граматика и граматичких полемика, колекцију старих и ретких књига за децу и младе, збирку Јована Јовановића Змаја у фонду Универзитетске библиотеke и колекцију књига Ђорђа М. Станојевића.

Ове књиге су у отвореном приступу.
- Колекција рукописа обухвата рукописну заоставштину ћирилских рукописа писаних од XIII до 18. века, Ћоровићеву збирку рукописа и збирку оријенталних рукописа из фонда библиотеке.

Рукописи се налазе у отвореном приступу.
- Јединствена колекција дигитализованих претраживих (скенираних и оптички препознатих текстова) новина обухвата новинске наслове које је библиотека дигитaлизoвaлa у oквиру прojeктa Eурoпeaнa нoвинe (Europeana Newspapers). Приказ и претрага новина у овој колекцији омогућени су уз пoмoћ сoфтвeрa који јe дeлимичнo зaсновaн нa oтвoрeнoм сoфтвeру bnlviewer[7] и који је рaзвилa Нaциoнaлнa библиoтeкa Луксeмбургa. Ова колекција на скоро 400.000 страница на српском језику и ћириличном писму обухвата новинске наслове: Балкански рат у слици и речи, Београдске општинске новине, Бодљикаво прасе, Босанско-Херцеговачки Источник, Бранич, Војин, Време, Глас народа, Дабро-босански Источник, Звезда, Земунски гласник, Зора, Илустрована ратна кроника, Источник, Коло, Мале новине, Народна скупштина, Недеља, Нова искра, Општинске новине, Отаџбина, Пастир, Пештанско-Будимска скоротеча, Подунавка Београд, Подунавка Земун, Полицијски гласник, Правда, Просветни гласник, Ратни дневник, Сербска пчела, Сион, Службени војни лист, Србадија, СРЂ, Српска независност, Српски народ, Српски сион, Српско коло, Стармали, Стармлади, Стражилово, Тежак, Школски гласник, Школски лист и Шумадинка. Осим ових новинских наслова библиотека је колекцију обогатила и Трговачко-занатлијским шематизмом Краљевине Србије и Државним календаром Краљевине Србије.

Претражива колекција новина доступна је свим читаоцима.

### Разно
Осим пројеката дигитализације, постоје и појединци који дигитализују појединачна дела. Бројне новине и часописи имају дигиталне архиве својих издања, но овде не можемо говорити о дигитализацији у правом смислу те речи пошто се те публикације и преламају дигитално.

## Ван Србије
Разни пројекти дигитализације ван Србије у оквиру својих активности дигитализују и објекте српске културне баштине или друге објекте од значаја за српску културу. Као примери, Гугл букс омогућава претрагу више хиљада књига на српском језику; На различитим пројектима налазе се садржаји скоро 250 књига на енглеском језику које помињу Србију; Дигитална библиотека Мичигенског Универзитета има 137 књига у колекцији Путовања кроз југоисточну Европу.